# Grevillea evansiana
Grevillea evansiana là một loài thực vật có hoa trong họ Quắn hoa. Loài này được MacKee miêu tả khoa học đầu tiên năm 1953.